# Woningbouwcomplex Sint Joseph
Woningbouwcomplex Sint Joseph is een gemeentelijk monument aan de Sint Josephstraat 1-3, Molenstraat 66-136, Molenweg 2-12 en Soesterengweg 44-58 in Soest in de provincie Utrecht.
De katholieke woningbouwvereniging Sint Joseph bouwde voor het eerst in Soest voor katholieke arbeiders. Op het pand Molenwegg 2 staat dan ook in een steen te lezen: R.K. Bouwvereeniging St. Joseph. Deze steen werd op 14 december 1918 geplaatst toe het eerste woningcomples werd opgeleverd.
Het complex bestaat dubbele arbeiderwoningen bestaat uit zes typen:
- A - woonwinkelhuizen
- B - zadeldak met nok haaks op de weg
- C - zadeldak met de nok evenwijdig aan de weg
- D - zadeldak tussen topgevels
- E - symmetrische voorgevel met verhoogde middenpartij en een afgewolfd zadeldak. Dit type komt het vaakst voor.
- F - mansardedak met de nok evenwijdig aan de straat